# سوجاتا بانرجی
سوجاتا بانرجی (به انگلیسی: Sujata Banerjee) یک دانشمند رایانه متخصص در عملکرد و کیفیت خدمات شبکه‌های رایانه‌ای و مراکز داده است. او در بریتانیا متولد شده و در هند و ایالات متحده تحصیل کرده است، او در ایالات متحده به عنوان معاون تحقیقات در وی‌ام‌ویر کار می‌کند.

## تحصیلات و شغل
بانرجی در بریتانیا به دنیا آمد اما در بمبئی ، هند بزرگ شد.  او دارای مدرک کارشناسی و کارشناسی ارشد از مؤسسه فناوری هند بمبئی است. او وارد مدرسه مهندسی ویتربی یواس‌سی در دانشگاه کالیفرنیای جنوبی شد و قصد داشت در موسسه علوم ارتباطات آن تحصیل کند، اما به زودی به شبکه‌های رایانه‌ای روی آورد و دکترای خود را در رشته مهندسی برق در سال ۱۹۹۳ به پایان رساند. پایان‌نامه او، سیستم‌های پایگاه داده توزیع شده در شبکه‌های پرسرعت ، توسط ویکتور او. لی. نظارت شد. 
او پس از تصدی عضویت هیئت علمی در دانشگاه پیتسبورگ ، ابتدا در آزمایشگاه‌های اچ‌پی به صنعت نقل مکان کرد و سپس در سال ۲۰۱۷ دوباره به عنوان محقق ارشد کارکنان و مدیر تحقیقات خارجی به وی‌ام‌ویر نقل مکان کرد.

## شناخت
بانرجی در سال ۲۰۲۲ به عنوان عضو مؤسسه مهندسان برق و الکترونیک «برای رهبری در شبکه‌های قابل برنامه‌ریزی و کارآمد انرژی» انتخاب شد.